# Druk ceramiczny

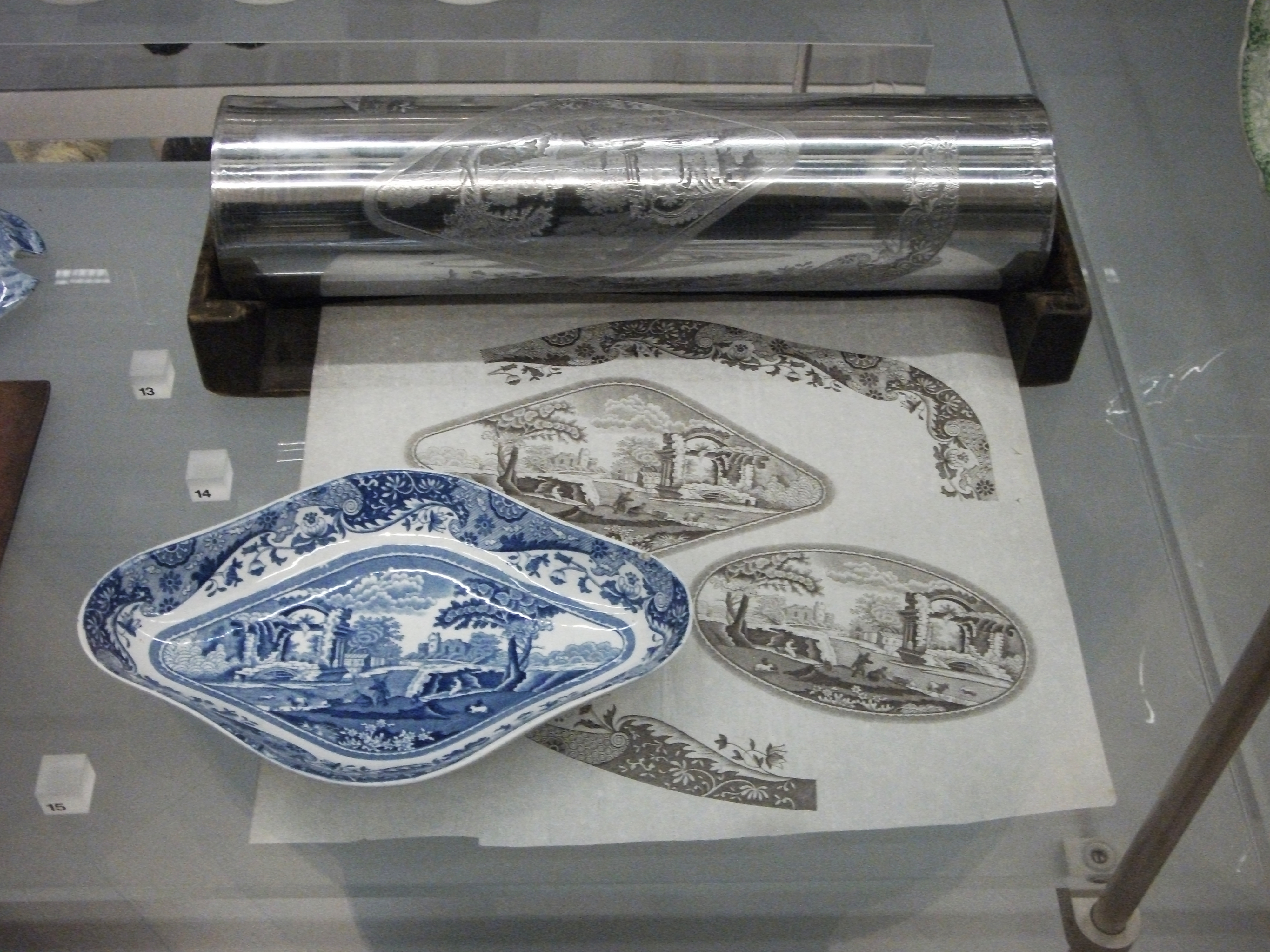
Stalowy wałek ze wzorem, odbitka na papierze i końcowy efekt na powierzchni naczynia – kolejne etapy druku ceramicznego na wystawie w Muzeum Wiktorii i Alberta

Druk ceramiczny (również przedruk, nadruk ceramiczny) – technika zdobienia ceramiki.
Druk ceramiczny po raz pierwszy pojawił się w połowie XVIII wieku w Anglii, przy czym jako osobę odpowiedzialną za jego ostateczną formę wskazuje się często Johna Sandlera, który w 1756 założył w Liverpoolu spółkę z Guyem Greenem i wspólnie z nim masowo dekorował naczynia wytwarzane w regionie The Potteries i Liverpoolu. Do wykonania druku ceramicznego używano płyt miedzianych powlekanych farbą ceramiczną, z których robiono odbitki na papierze, przyciskane następnie do powierzchni naczynia, po czym całość podlegała wypaleniu.
W 1820 Anglik Charles Heath zastąpił metodę miedziorytu techniką stalorytu, używając płytki stalowej, na której rylcem nanosił zaprojektowany rysunek. Wzór z płytki metalowej był następnie odbijany na bibułce zabezpieczonej warstwą papieru, używanej później do dekorowania powierzchni ceramiki. Stalodruk pozwalał na większą różnorodność linii niż miedzioryt.
W Polsce jako pierwsza technikę druku ceramicznego stosowała fabryka fajansu w Ćmielowie, najpóźniej już w latach 30. XIX wieku. Druk ceramiczny stosuje się na fajansach delikatnych, kamionce i porcelanie.